# Kanton Aroma
Der Kanton Aroma ist ein Gemeindebezirk im Departamento Oruro im südamerikanischen Anden-Staat Bolivien.

## Lage im Nahraum
Der Kanton (bolivianisch: Cantón) Aroma ist einer von acht Kantonen des Municipio Salinas de Garcí Mendoza in der Provinz Ladislao Cabrera. Er grenzt im Nordosten und Osten an den Kanton Pampa Aullagas im Municipio Pampa Aullagas, im Süden an den Kanton Villa Esperanza, im Südwesten an den Kanton Salinas de Garcí Mendoza, im Westen an den Kanton San Martin, und im Nordwesten an den Kanton Ucumasi.
Der Kanton erstreckt sich zwischen etwa 19° 14' und 19° 22' südlicher Breite und 67° 13' und 67° 26' westlicher Länge, er misst von Norden nach Süden bis zu 15 Kilometer und von Westen nach Osten bis zu 20 Kilometer. Etwa im mittleren Teil des Kantons liegt der zentrale Ort des Kantons, Aroma mit 115 Einwohnern (Volkszählung 2012). Die mittlere Höhe des Kantons ist 3750 m.

## Geographie
Der Kanton Aroma liegt am Westrand des bolivianischen Altiplano zwischen dem Poopó-See und dem Salzsee Salar de Coipasa.
Das Klima ist arid, der Jahresniederschlag beträgt nur knapp 200 mm (siehe Klimadiagramm Salinas de Garcí Mendoza), bei einer ausgeprägten Trockenzeit von April bis November mit nur sporadischem Niederschlag; nur im Sommer von Dezember bis März fallen nennenswerte Niederschläge zwischen 20 und 70 mm im Monat. Die mittlere Durchschnittstemperatur der Region liegt bei etwa 4,5 °C und schwankt nur unwesentlich zwischen 0 °C im Juli und 7 °C im Januar.

## Bevölkerung
Die Einwohnerzahl des Kanton Aroma ist im vergangenen Jahrzehnt um mehr als die Hälfte angestiegen:
| Jahr | Einwohner         | Quelle       |
| ---- | ----------------- | ------------ |
| 1992 | keine Detaildaten | Volkszählung |
| 2001 | 576               | Volkszählung |
| 2012 | 913               | Volkszählung |

Die Region weist einen hohen Anteil an Aymara-Bevölkerung auf, im Municipio Salinas de Garcí Mendoza sprechen 85,3 Prozent der Bevölkerung die Aymara-Sprache.